# 埃瑟里奇群島
埃瑟里奇群島是俄羅斯的群島，屬於法蘭士約瑟夫地群島的一部分，由2個島嶼組成，行政方面由阿爾漢格爾斯克州負責管轄，位於胡克島西南11公里的北冰洋，最高點海拔高度21米。